# Gênio maligno
O génio (português europeu) ou gênio (português brasileiro) maligno é uma metáfora usada pelo filósofo francês René Descartes para evidenciar que nenhum pensamento por si mesmo traz garantias de corresponder a algo do mundo. Anuncia o génio maligno como um ente que coloca na cabeça dele, Descartes, pensamentos bastante evidentes, contudo, falsos. O génio maligno estaria continuamente a trabalhar para criar ilusões.

## Meditações Metafísicas
Neste texto, Descartes usa o método da dúvida hiperbólica para encontrar uma primeira certeza. Introduzida nessa primeira meditação, a hipótese do gênio do mal constitui uma das últimas etapas na extensão da dúvida. Através do método da dúvida hiperbólica, Descartes passa por questionar o conhecimento que lhe advém dos sentidos:
"Tudo o que admiti até agora como o que há de mais verdadeiro, eu o recebi dos sentidos ou pelos sentidos. Ora notei que os sentidos às vezes enganam e é prudente nunca confiar completamente nos que, seja uma vez, nos enganaram." (Descartes, Meditações sobre Filosofia Primeira) 

Usando como uma justificação para a recusa do uso do conhecimento que adquiriu a priori, ou seja, conhecimento recolhido pela experiência, pelos sentidos, o argumento de que tudo aquilo que percecionamos pode-se tratar simplesmente de um sonho, já que enquanto dormimos conseguimos ser iludidos a pensar no sonho como se da realidade se tratasse. Desta forma, Descartes descarta os sentidos como modo de atingir conhecimento, já que não é capaz de discernir que não se encontra na realidade enquanto sonha, por exemplo, podendo estar sempre perante ilusão semelhante:
"Como se eu não fosse um homem acostumado a dormir à noite e sentir nos sonos todas essas mesmas coisas, e até menos verossímeis, do que eles em sua vigília! Em verdade com que frequência o sono noturno não me persuadiu dessas coisas usuais, isto é, que estava aqui, vestindo esta roupa, sentado junto ao fogo, quando estava, porém, nu, deitado entre as cobertas! Agora, no entanto, estou certamente de olhos despertos e vejo este papel, e esta cabeça que movimento não está dormindo, e é de propósito, ciente disso, que estendo e sinto esta mão, coisas que não ocorreriam de modo tão distinto a quem dormisse. Mas, pensando nisto cuidadosamente, como não recordar que fui iludido nos sonos por pensamentos semelhantes, em outras ocasiões! E, quando penso mais atentamente, vejo do modo mais manifesto que a vigília nunca pode ser distinguida do sono por indícios certos, fico estupefato e esse mesmo estupor quase me confirma na opinião de que estou dormindo." (Descartes, Meditações sobre Filosofia Primeira) 
Com isso, Descartes mostrou que somos falíveis, e que devemos ter muito cuidado ao examinar nossos próprios pensamentos, buscando a verdade em todos os detalhes, para evitar sermos "enganados" pelo gênio maligno, ou seja, o conhecimento a posteriori nunca deve ser considerado como certo.
Aparece o génio maligno pela primeira vez nas Meditações sobre filosofia primeira. Na primeira meditação, traduzido, Descartes escreve:
"Suponho, portanto, que não existe aquele Deus, que é muito bom e que é a fonte soberana da verdade, mas que um certo gênio do mal, não menos astuto e enganador do que poderoso, empregou toda a sua diligência em mim. Para enganar. Pensarei que o céu, o ar, a terra, as cores, as figuras, os sons e todas as coisas externas que vemos, são apenas ilusões e enganos, que ele usa para surpreender a minha credulidade. Manter-me-ei obstinadamente firme nesta meditação, de maneira que, se não tiver em meu poder conhecer algo verdadeiro, estará em mim pelo menos negar meu assentimento aos erros, às coisas falsas. Eis por que tomarei cuidado para não receber em minha crença nenhuma falsidade, a fim de que esse enganador, por mais poderoso e por mais astuto que ele seja, nada possa me impor." 
Perante a hipótese de existir um gênio maligno capaz de o enganar até nas verdades mais óbvias, Descartes vê-se forçado a questionar todo o seu conhecimento. Porém, apesar de seu poder, o gênio do mal postulado por Descartes não tem o poder de fazê-lo duvidar de sua existência. O argumento de Descartes consiste em dizer que, se um gênio do mal o engana, ele próprio deve existir para ser enganado. Ou seja, apesar das suas dúvidas, ele pensa, e, por isso, tem de existir pelo menos uma substância, a res cogitans (substância que pensa), de modo que ele possa pensar. Assim, é impossível duvidar do pensamento, pois tal requer o próprio pensamento.

Esta conclusão é atingida em Meditações sobre filosofia primeira, já na segunda meditação:
"Mas há um enganador, não sei quem, sumamente poderoso, sumamente astucioso que, por indústria, sempre me engana. Não há dúvida portanto, de que eu, eu sou, também, se me engana: que me engane o quanto possa, nunca poderá fazer, porém que eu nada seja, enquanto eu pensar que sou algo." 
O génio maligno é, assim, um meio de Descartes para atingir a certeza da sua existência. 

## O argumento cético
Na continuação das “Meditações”, Descartes justifica a existência real dos objetos externos confiando na veracidade de Deus. Deus, a primeira realidade certa alcançada depois do cogito, não pode enganar. Deus, sendo verdadeiro, não fez o homem de tal forma que o mundo que lhe parece existir não exista realmente.
Deixando de lado a perspectiva cartesiana, a hipótese do Gênio do Mal constitui uma hipótese cética muito poderosa. Ele pode ser usado para formar o seguinte raciocínio:
1. Não sei se não existe algum gênio do mal que está me enganando sobre a existência do mundo exterior.
2. Se eu não sei se não há algum gênio do mal me traindo, então não sei se o mundo exterior existe ou não.
3. Não sei se o mundo exterior existe ou não.

## Cérebro em uma cuba
A hipótese do gênio do mal foi reformulada na filosofia contemporânea na forma do "Cérebro em uma cuba". O sujeito que acredita na existência do mundo exterior poderia, de fato, ser um cérebro banhado em um tanque de líquido e artificialmente estimulado por um grupo de cientistas. Fazendo com que esse sentisse que estava numa realidade sem efetivamente estar nela. Permanecendo numa ilusão semelhante à criada pelo génio maligno. 